# Энтони, Джакара
Джакара Энтони (англ. Jakara Anthony; род. 8 июля 1998, Кэрнс, Квинсленд) — австралийская фристайлистка, олимпийская чемпионка 2022 года в могуле.

## Карьера
Она участвовала в зимних Олимпийских играх 2018 года, заняв 4-е место, что являлось на то время лучшим результатом для австралийской фристайлистки в могуле. 
Также она является серебряным призёром чемпионата мира 2019 года.
Энтони выиграла соревнования по могулу среди женщин на зимних Олимпийских играх 2022 года. Была награждена медалью ордена Австралии (OAM).
В настоящее время она учится на степень бакалавра физических упражнений и спортивных наук в Университете Дикина, расположенном в Виктории.

## Зимние Олимпийские игры
| Олимпийские игры | Могул |
| ---------------- | ----- |
| 2018 Пхёнчхан    | 4     |
| 2022 Пекин       | 1     |